# Thomas Power O'Connor
Thomas Power O'Connor, känd som T.P. O'Connor, född 5 oktober 1848 i Athlone, död 18 november 1929 i London, var en brittisk (irländsk) tidningsman och politiker.
O'Connor inriktade sig 1867 på tidningsmannayrket och kom 1870 till London, där han en tid var anställd i The Daily Telegraph. Han uppsatte de vitt spridda tidningarna The Star, The Sun, Weekly Sun och T.P:s Weekly. År 1880 blev han underhusledamot för Galway och valdes 1885 i en till stor del av irländare bebodd valkrets i Liverpool, vilken han därefter representerade. Han tillhörde Irish Parliamentary Party (dess ende utanför Irland valde underhusmedlem) och ansågs vara mycket inflytelserik såsom ofta använd underhandlare mellan detta och den liberala partiledningen i England. Även efter det irländska nationalistpartiets upplösning 1922 kvarstod han som ledamot av underhuset som representant för valkretsen Liverpool Scotland och åtnjöt högt anseende som Father of the House (den, som längsta tiden tillhört underhuset).